# Musée des Arts décoratifs de Prague
Pour les articles homonymes, voir Musée des arts décoratifs.
Fondé en 1885, le musée des Arts décoratifs de Prague (en tchèque : Uměleckoprůmyslové muzeum v Praze abrégé en UPM) est logé dans un édifice néo-Renaissance construit de 1897 à 1899 d'après les plans de l'architecte Josef Schulz. Il a ouvert ses portes en 1900 avec des expositions au premier étage. Les riches collections du musée comprennent des arts décoratifs et appliqués et des œuvres allant de l'Antiquité tardive à nos jours, en mettant l'accent sur les objets européens, en particulier les objets d'art et d'artisanat créés sur les terres de Bohême. L'intérieur impressionnant de l'exposition permanente «Stories of Materials» propose aux visiteurs une excursion dans l'histoire et le développement des arts décoratifs dans les disciplines du verre, de la céramique, des arts graphiques, du design, du métal, du bois et d'autres matériaux, ainsi que des objets tels que les bijoux, les horloges, les textiles, la mode, les jouets et les meubles.

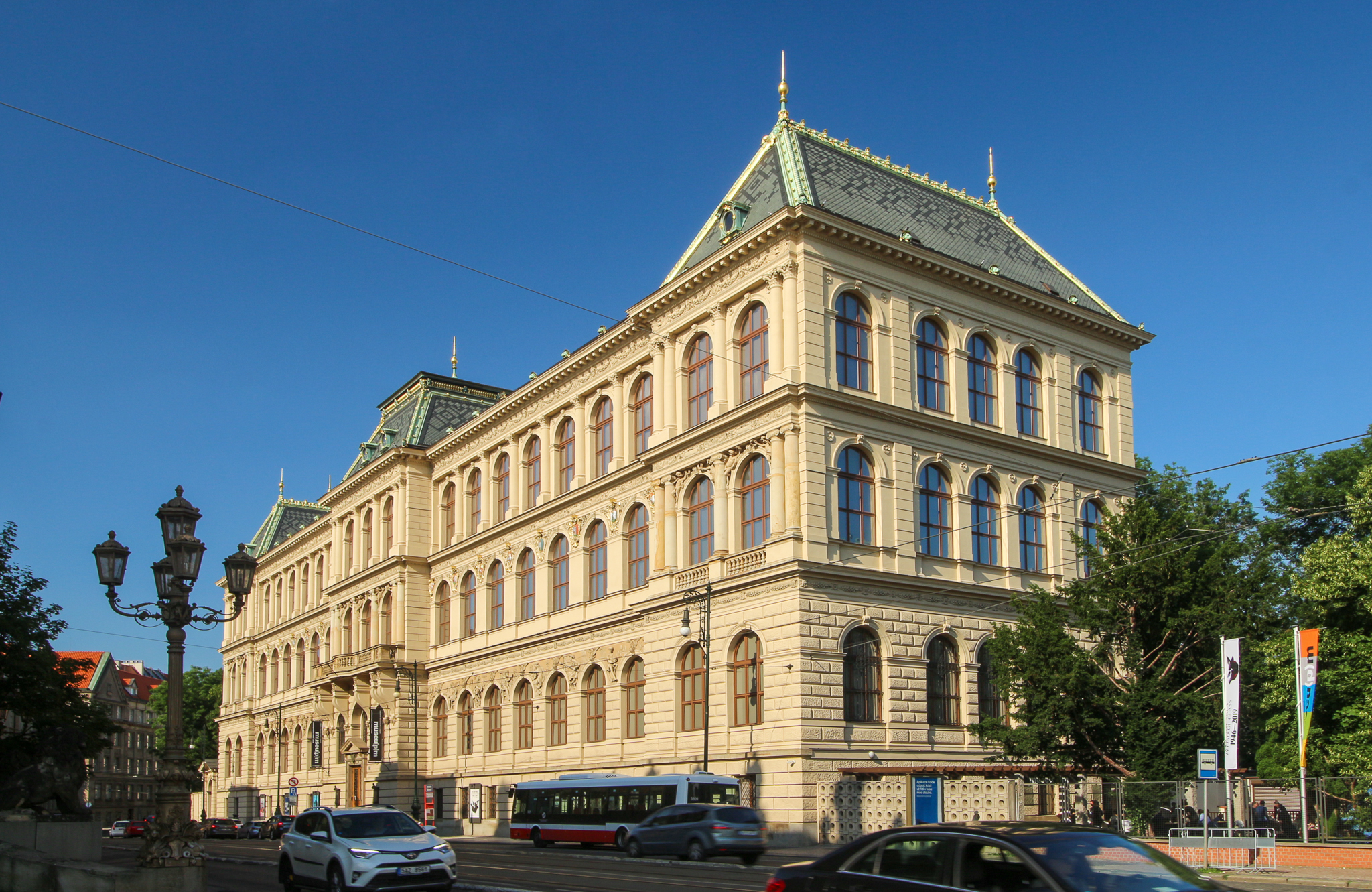
Bâtiment principal du musée des arts décoratifs à Prague

## Mission
Le musée de Prague rassemble et conserve pour les générations futures des exemples d'artisanat historique et contemporain ainsi que d'arts appliqués et de design, dans des contextes nationaux et internationaux. Le personnel et les directeurs croient en l’harmonie entre fonction, qualité et beauté. Son ambition est d'inspirer, d'éduquer et de divertir d'une manière unique.

## Histoire du musée

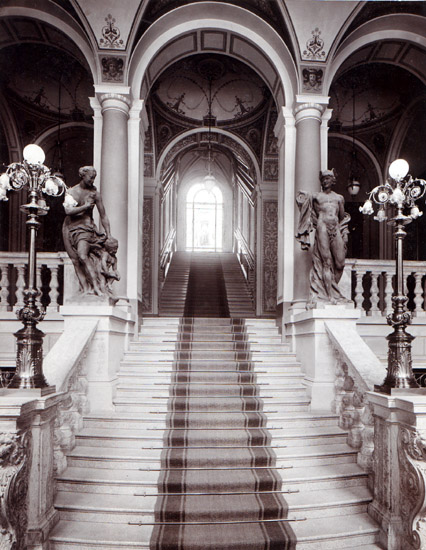
Accès monumental aux expositions

En 1885, la fondation du musée des Arts décoratifs à Prague reflétait le développement spectaculaire de la société tchèque à cette époque. Après la création d'une institution similaire à Brno en 1873, le musée de Prague devint rapidement un centre culturel et éducatif important sur les terres de la couronne de Bohême, qui faisaient alors partie de l'Empire austro-hongrois. L'impact défavorable de la révolution industrielle sur l'esthétique et, par conséquent, la qualité des produits faisait depuis longtemps l'objet de critiques justifiées de la part des artistes, des théoriciens et du public. L’idée de créer une exposition permanente sur les arts décoratifs et appliqués à Prague a été concrétisée par une exposition organisée par l’association Arkadia en 1861 à l’ancien hôtel de ville de Prague. Une autre source d'inspiration a été la fondation d'une institution similaire, le South Kensington Museum (aujourd'hui Victoria and Albert Museum), ouverte à Londres en 1852 et contenant à l'origine une collection d'objets d'arts appliqués et décoratifs. Plus important pour le public tchèque, toutefois, le Österreichisches Museum für Kunst und Industrie, ouvert à Vienne en 1864.
En 1868, en coopération avec le musée de Vienne, la chambre de commerce de Prague a organisé une exposition sur l'île de Žofín d'objets provenant de l'Exposition universelle d'art et d'industrie de 1867 - Exposition internationale (1867) - complétée par des arts historiques. et de l'artisanat provenant principalement de la collection de Vojtěch Lanna, qui est devenue le plus important donateur et sponsor du Musée. À une époque où les fonds et les bâtiments adéquats étaient difficiles à trouver, la promesse d'un endroit d'exposition dans le Rudolfinum (la Maison des artistes) a également grandement contribué à la naissance du musée.
Le musée des Arts décoratifs de Prague a présenté des expositions des œuvres des plus grands artistes tchèques, tels que Alphonse Mucha, Josef Sudek, Ladislav Sutnar, Libuše Niklová, Václav Špála ou Martin Janecký (en).

## Expositions permanentes
Les histoires de matériaux
- Salle des Fondateurs

L'histoire du musée, ses fondateurs, ses mécènes et leurs dons.

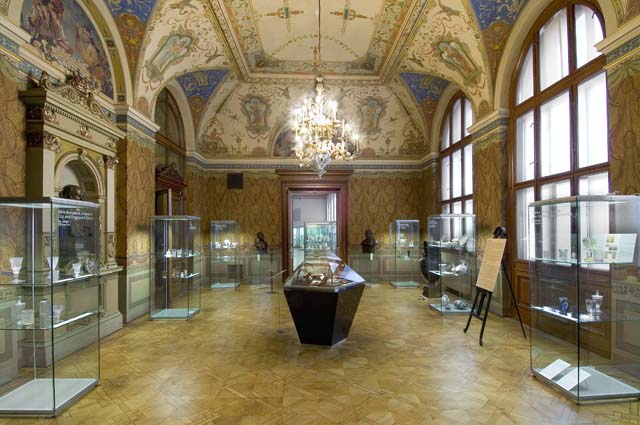
Salle des fondateurs

- L'histoire de la fibre: textiles et mode

L’histoire des vêtements profanes, des vêtements ecclésiastiques, des tapisseries, des broderies, des accessoires de mode et des jouets.
- Machines à remonter le temps: horloges et montres

Horloges, montres et instruments de mesure sculpturaux et ornementaux.
- Les arts du feu: verre et céramique

Le développement stylistique et technique du verre, de la céramique, de la vaisselle, des miroirs et des accessoires d'intérieur.
- Imprimerie et Image: Conception graphique et photographie

Informations par le biais de l’impression et de l’image, reliures et illustrations, développement de scripts, affiches, photographies et petits tirages d’art commercial.
- Le Trésor: métaux et autres matériaux

Or et argenterie, y compris trésors liturgiques, bijoux, fonte, laiton, étain, pierres semi-précieuses, ivoire et autres matériaux.

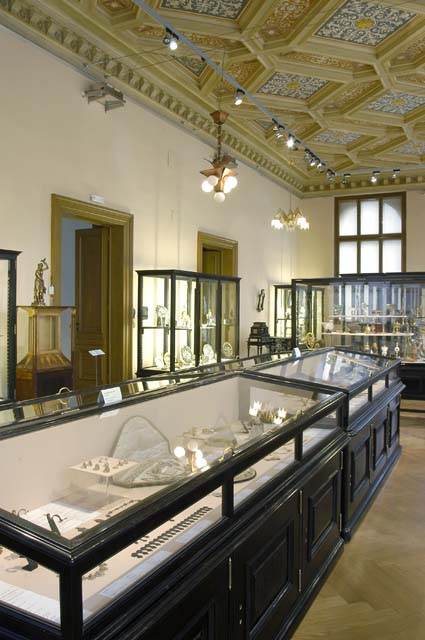
Le Trésor

## Autres expositions
À Prague
- La galerie Josef Sudek, 24 Uvoz, Prague 1

Une petite galerie qui présente des expositions photographiques d'œuvres du photographe de renommée mondiale Josef Sudek et d'autres.
- Le palais Schwarzenberg, 2 place Hradčany, Prague 1

L'exposition permanente « Chefs-d'œuvre baroques des collections du musée des Arts décoratifs de Prague », qui accompagne l'exposition d'art baroque en Bohême de la galerie nationale de Prague, comprend trois sections: objets liturgiques, arts de la table et ornementation.
- Couvent Saint-Georges, château de Prague

L'exposition permanente de la galerie nationale de Prague, « L'art du XIXe siècle en Bohême », est complétée par une sélection d'œuvres d'art d'UPM.
- Palais des Foires, 47 Dukelských hrdinů, Prague 7

Les expositions provenant des collections du musée font partie de l'art des 20e et 21e siècles - une exposition permanente interdisciplinaire de la Galerie nationale de Prague.
- La maison à la Vierge Noire, 19 Ovocný trh, Prague 1

Outre sa collection de beaux-arts, le musée du Cubisme tchèque de la Galerie nationale contient également du mobilier cubiste, du verre et de la céramique provenant des fonds d'UPM.
Dans les châteaux et ailleurs
- Château de Kamenice nad Lipou, 1 Náměstí Čsl, Armády

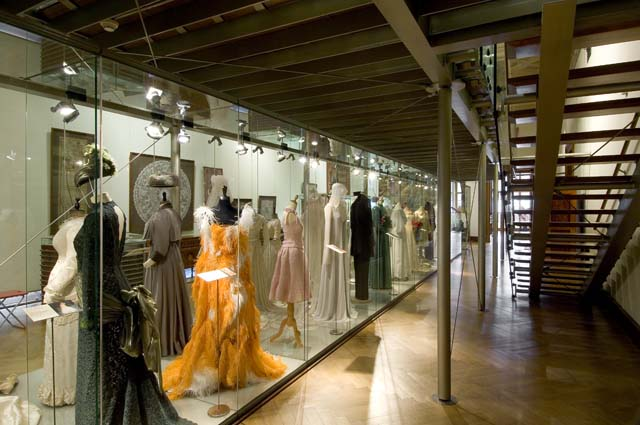
Histoire de la fibre

Expositions d'objets en fer forgé, jouets pour enfants, collection d'étude de meubles des XIXe et XXe siècles appartenant au musée. Le « Musée des sens » - une installation du musée municipal de Kamenice et des expositions temporaires.
- Le musée du textile, Česká Skalice

Seul musée en République tchèque spécialisé dans l'histoire de la production textile. Ses collections examinent l'évolution de la fabrication du textile au cours des siècles, en particulier des tissus imprimés. Le musée organise régulièrement des expositions temporaires.
- Château Klášterec nad Ohří, Chomutovská 1, 431 51 Klášterec nad Ohří

Une exposition de porcelaine de Bohême, avec des exemples de productions chinoises et japonaises et de porcelaines produites en Europe.
- Château Nové Hrady, 1 Nové Hrady (près de Litomyšl)

L'exposition examine l'art de la fabrication de meubles à travers les âges: du baroque à l'Art nouveau.

## Bibliothèque

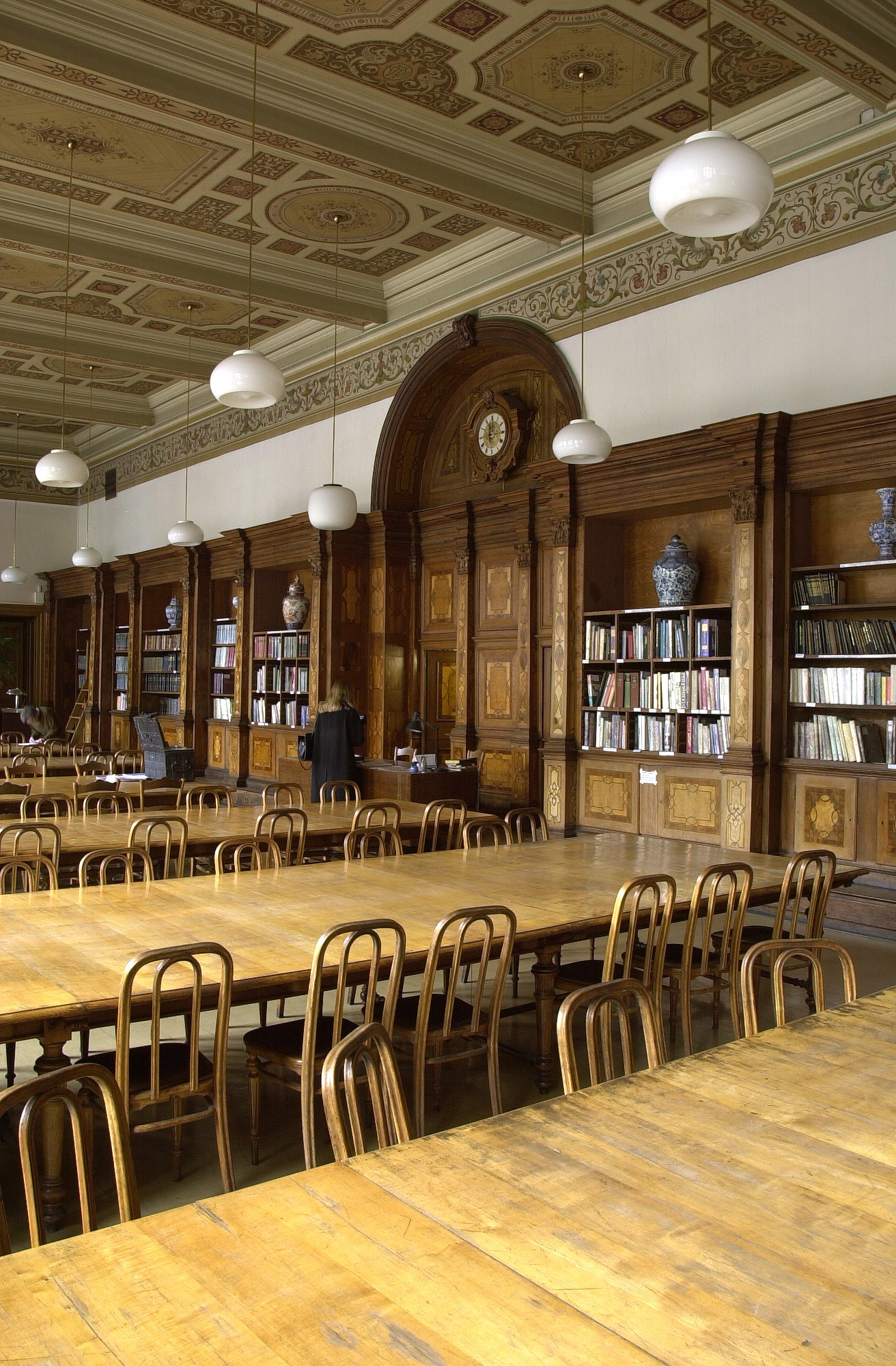
Bibliothèque avec salle d'étude

La plus grande bibliothèque tchèque spécialisée dans les arts et les domaines connexes fait partie intégrante du musée. Elle contient 172 000 volumes, y compris des encyclopédies d'art faisant autorité, des dictionnaires d'artistes, des ouvrages complets sur l'iconographie, la topographie et l'héraldique. Outre des livres d'art et d'autres publications savantes, la bibliothèque contient de nombreux manuels de référence et périodiques. Il fournit une utilisation sur site des ressources, un accès à une base de données et des recherches dans la passerelle thématique Art et Architecture (ART).
Les salles d'exposition du musée et de la bibliothèque sont entièrement accessibles aux personnes en fauteuil roulant.

## Voir également
- Galerie Josef Sudek
- Le château de Klášterec nad Ohří
- Musée du textile à Česká Skalice
- Le château de Kamenice nad Lipou
- Прага, воз, 160 \ 24 Дом Луны и Солнца, Galerie Josef Sudek